# Karl-Marx-Straße 7 (Hohenwarsleben)

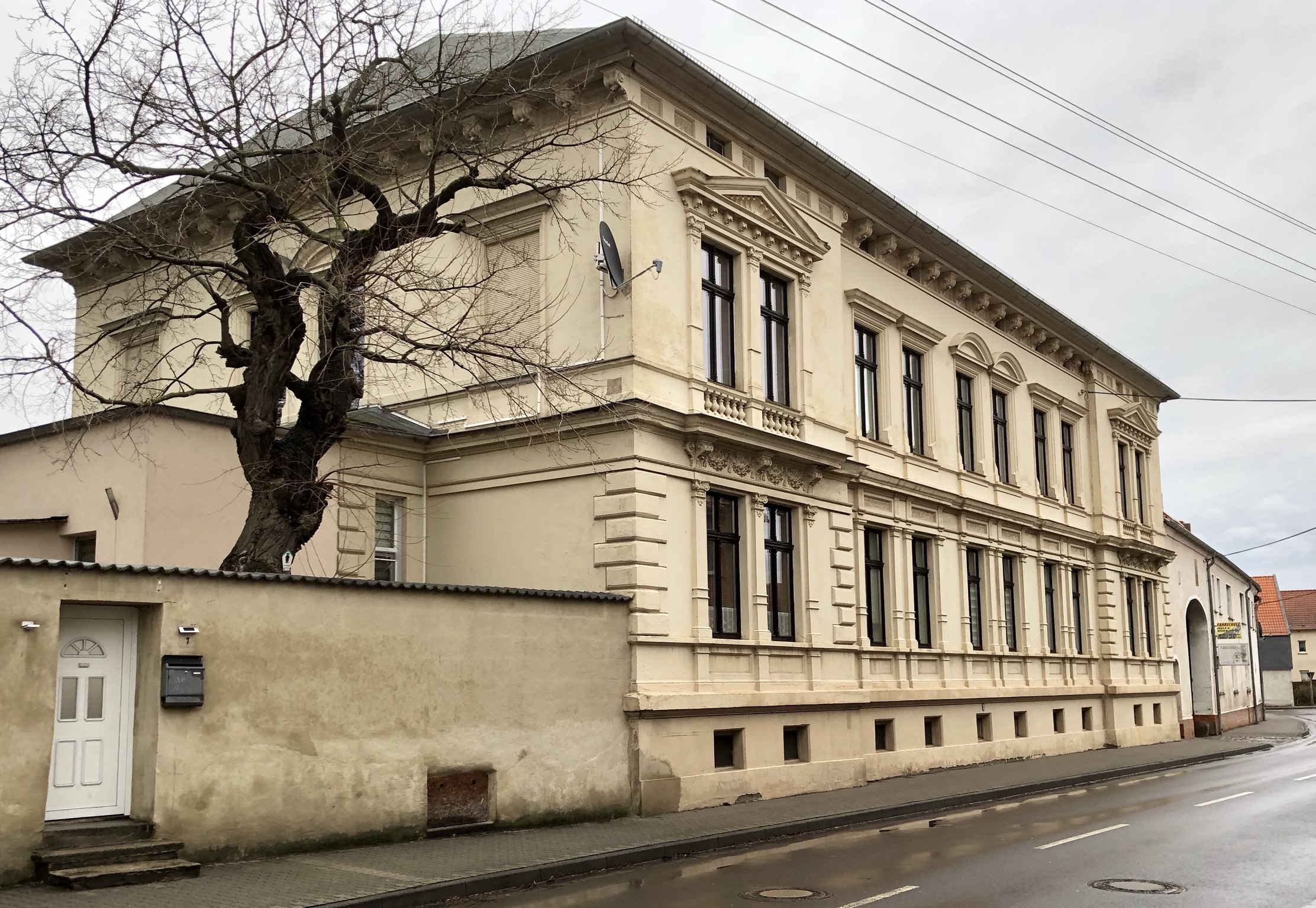
Bauernhaus Karl-Marx-Straße 7

Das Gebäude Karl-Marx-Straße 7 ist ein denkmalgeschütztes Bauernhaus in der Gemeinde Hohe Börde in Sachsen-Anhalt.

## Lage
Es befindet sich im Ortsteil Hohenwarsleben traufständig auf der Nordseite der Karl-Marx-Straße. Westlich des Hauses mündet die Kirchstraße auf die Karl-Marx-Straße ein.

## Architektur und Geschichte
Das zweigeschossige Bauernhaus entstand im späten 19. Jahrhundert. Der verputzte Bau ist repräsentativ gestaltet. Es finden sich Stuckverzierungen im Stil des Neobarock. Die Fassade ist zehnachsig ausgeführt, wobei jeweils die beiden äußersten Achsen links und rechts flache Seitenrisalite bilden. Es besteht ein Traufgesims.
Im örtlichen Denkmalverzeichnis ist das Bauernhaus unter der Erfassungsnummer 094 75098 als Baudenkmal eingetragen.
Das Gebäude gilt als Beispiel eines Wohnhauses von Bördebauern aus der Gründerzeit, dessen Eigentümer zu Wohlstand gekommen waren.